# Pempsamacra condita
Pempsamacra condita là một loài bọ cánh cứng trong họ Cerambycidae.